# IBM AS/400
AS400 là một máy tính trung bình của hãng IBM. Ngang tầm cỡ của các máy Unix. Tên mới nhất của máy AS400 là IBM Iseries (I=Integrated), Integrated là vì máy được bán với tất cả chương trình cần thiết cài đặt sẵn. AS400 nhắm vào thị trường các công ty trung bình, không có nhiều đội ngũ kỹ thuật để quản lý.